# Русское кладбище в Висбадене
Русское кладбище в Висбадене — русское православное кладбище в Германии. Является одним из старейших в Западной Европе и одним из крупнейших за пределами России, принадлежащих Русской православной церкви.
Расположено в городе Висбаден на горе Нероберг. Находится рядом с церковью церковью Святой Елизаветы и было открыто через год после освящения храма. В 1864 году кладбище было расширено, и на нём построена часовня. В дальнейшем кладбище расширялось ещё несколько раз, последний — в 1977 году. Кладбище является собственностью Русской Православной Церкви Заграницей и на него не распространяются немецкие кладбищенские законы.

## Известные люди, похороненные на кладбище
На кладбище имеется около 800 захоронений, в том числе многих дворян, а также ученых, чиновников, священнослужителей и писателей.
См. также: Похороненные на Русском кладбище в Висбадене.